# Estafeta (atletismo)
Estafeta (português europeu) ou revezamento (português brasileiro) designa, em atletismo, o percurso feito por vários elementos de uma equipe. Cada elemento realiza o trajeto que lhe compete, dentro do limite das zonas de transmissão que o regulamento prevê.
Ao iniciar-se uma estafeta, o primeiro elemento, transportando um testemunho (bastão), entrega-o, em mão, ao elemento seguinte da sua equipe, e assim sucessivamente até o último que, mantendo o testemunho com que a sua equipe iniciou a prova, cruzará a linha da meta.
As estafetas que integram os Jogos Olímpicos são as de 4x100 m e as de 4x400 m, tanto para homens como para mulheres. Fora do referido programa, são considerados ainda recordes do mundo para as estafetas, tanto masculinos como femininas, 4x200 m, 4x800 e 4x1500 m.
São também realizadas provas de estafetas em estrada ou no campo por equipes com mais de quatro elementos.

## Tipos de transmissão.
A transmissão do testemunho é realizada dentro da zona de transmissão, sendo que os atletas continuam em ato de corrida. Se a transmissão for bem executada, o recetor do testemunho não terá de olhar para trás, enquanto corre. Se a pessoa que entrega o testemunho , entrega com a direita, o recetor tem de receber com a esquerda  

### Transmissão ascendente
Este tipo de transmissão é realizada de forma ascendente, isto é, o atleta que tem o testemunho na sua posse, realiza um movimento ascendente com a mão, de modo a transferir o testemunho para a mão do atleta seguinte, o qual deve ter a palma da sua mão virada para baixo e o polegar afastado (forma americana).

### Transmissão descendente
Por sua vez, este tipo de transmissão é realizada de modo descendente, ou seja, o atleta que possui o testemunho tem a mão elevada e realiza um movimento descendente (em direção ao chão). Por outro lado, o atleta que receberá o testemunho deverá posicionar a palma da sua mão virada para cima, de maneira a que o outro atleta realize a transmissão com mais facilidade (forma alemã).